# Wurmtaler Kopf
Der Wurmtaler Kopf ist ein Berg des Kaunergrats, eines Gebirgszuges der Ötztaler Alpen. Er liegt oberhalb des südlichen Endes des Riffltals. Direkt unterhalb seines Westgrates liegt das bis zum Wurmtaler Joch hinaufreichende Gletscherbecken des Rifflferners. Über den 3228 m hohen Berg führt der Offenbacher Höhenweg, der vom Rifflsee beginnend bis ins Taschachtal führt. Direkt unterhalb des Gipfels mit Gipfelkreuz stand eine Biwakschachtel, diese existiert allerdings nicht mehr. Auf dem breiten Ostgrat des Berges liegt zudem ein Hubschrauber-Notlandeplatz.

## Routen
Normalwege:
- Vom Rifflsee auf dem Höhenweg durchs Riffltal bis zu den Moränenhalden. Weiter bis zum Beginn des Rifflferners. Zunächst in dessen Mitte empor Richtung Grat, dann wegen der Spalten im Bogen herum Richtung Joch. An den Spalten vorbei ins oberste Gletscherbecken südlich des Westgrates des Wurmtaler Kopfes. Über den hochziehenden Blockgrat empor zum Gipfel.
- Vom Taschachhaus auf dem Steig in Richtung Sexegertenferner bis zum Sexegertenbach. Über die kleine Brücke und längs des Offenbacher Höhenweges empor zum Gipfel.